# Saidaidži

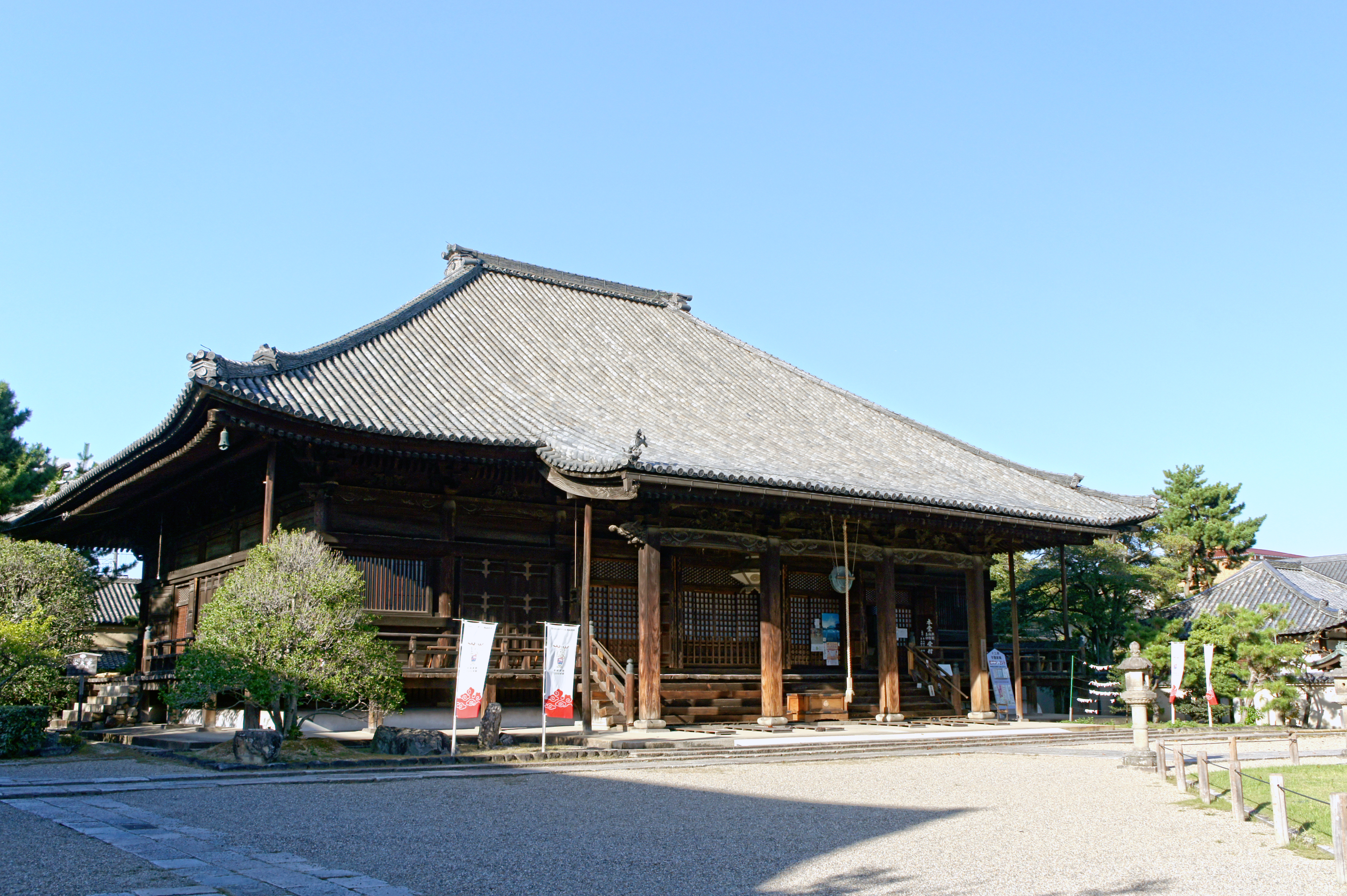
Hondó chrámu Saidaidži

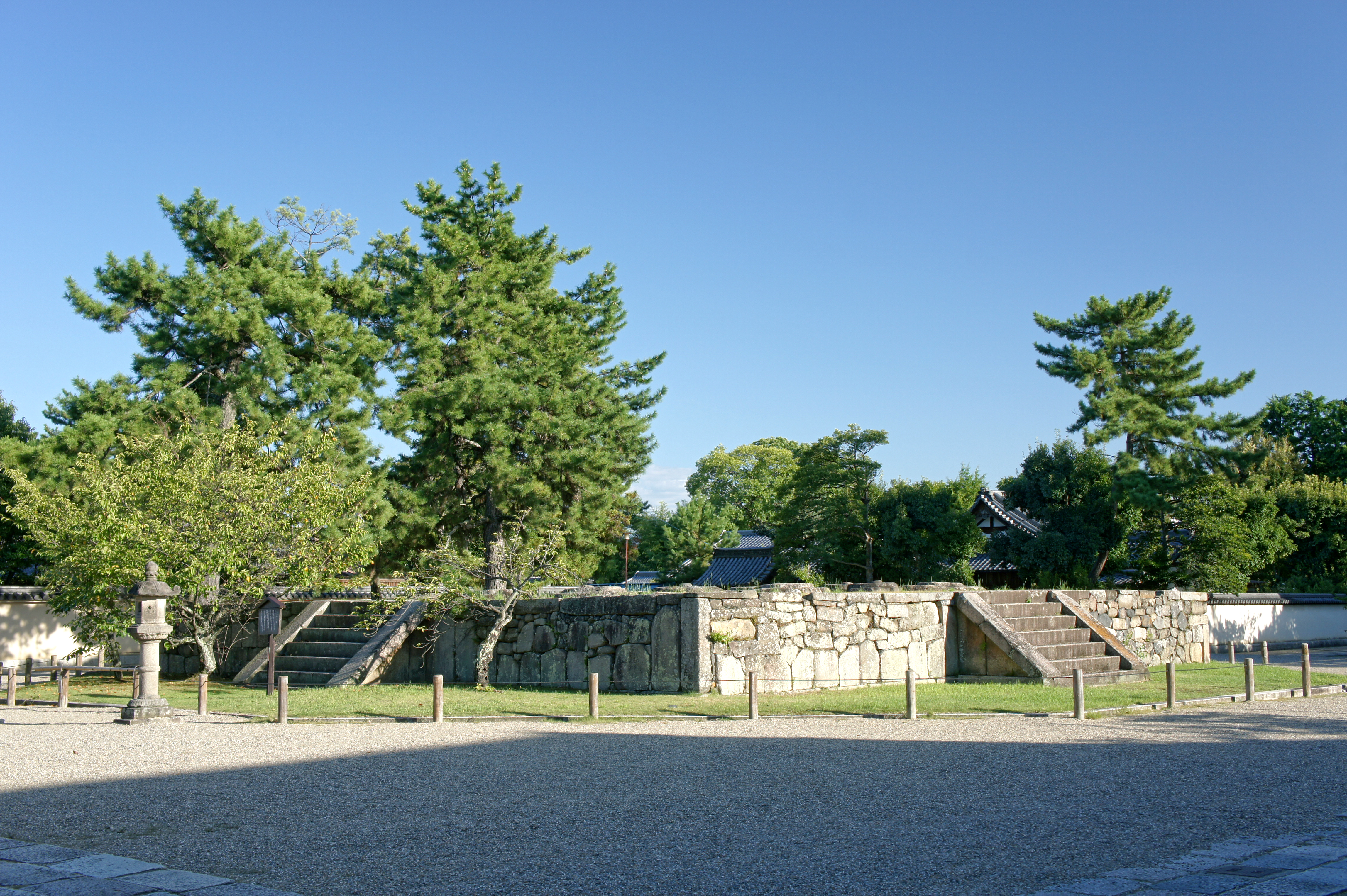
Základy zničené Východní pagody chrámu Saidaidži

Saidaidži (japonsky: 西大寺; Saidaidži) je buddhistický chrám ve městě Nara v prefektuře Nara v Japonsku. Byl založen v roce 765 a je hlavním chrámem buddhistické sekty Šingon riššú (真言律宗).
Je počítán mezi sedm velkých narských chrámů (南都七大寺, Nanto šičidaidži). Hlavním objektem uctívání je Šaka Njorai (釈迦如来), historický Buddha Šákjamuni.
Je to méně výstavný protějšek chrámu Tódaidži. Saidaidži znamená Velký západní chrám, Tódaidži je Velký východní chrám.